# Viñedo lorenés
El viñedo lorenés, o viñedo de Lorena, es el que corresponde al conjunto de viñedos de la región de Lorena (Francia). Los viñedos están principalmente situados en las así llamadas "laderas": "Laderas de Mosa" (los Côtes de Meuse, de los que forman parte los viñedos de la AOC Côtes de Toul) y "Laderas de Mosela" (los Côtes de Moselle). La orientación de las laderas confiere a las viñas una exposición sureste sobre un suelo calcáreo. Una pequeña parte del viñedo se encuentra en el altiplano lorenés, en el Valle del río Seille.
Si por un lado el viñedo lorenés es uno de los más pequeños de Francia, por otro presenta la originalidad de producir un vino gris a partir de la uva Gamay: el Gris de Toul. También tiene la particularidad de ser el territorio original de una cepa de uva blanca, poco conocida pero habitualmente utilizada: la Auxerrois.
Los vinos de la región son esencialmente el Côtes de Toul (vino AOC producido en las laderas llamadas Côtes de Meuse) y el Moselle (VDQS producido en las laderas llamadas Côtes de Moselle) aunque también produce vinos de mesa o vinos de país, como el Vin de pays de la Meuse (departamental) y el Vin de pays des côtes de Meuse. La AOC Côte de Toul tiene la particularidad de producirse en variantes de vino blanco (Côte de Toul blanc), vino tinto (Côte de Toul rouge) y vino gris. A la variante de vino gris se la llama directamente Gris de Toul.